# Maskarade
Maskarade (en català, "Mascarada") és una òpera en tres actes de Carl Nielsen segons un llibret en danès de Vilhelm Andersen, basat en la comèdia de Ludvig Holberg.
L'anunci que es planejava transformar la comèdia clàssica de Holberg en una opera buffa es va veure amb consternació en els cercles literaris danesos, però l'òpera aviat va guanyar popularitat, superant a la de la mateixa obra dramàtica. Nielsen no va quedar totalment satisfet amb l'òpera, citant febleses estructurals en els dos actes finals; però mai va arribar a revisar l'obra. L'obertura i el ballet del tercer acte ("Dansa dels galls") s'interpreten freqüentment, com assenyala la Carl Nielsen Society, que afirma que l'obertura és una de les obres més interpretades de Nielsen en concerts a Europa i Amèrica del Nord.

## Història
La primera representació va ser al Det Kongelige Teater, Copenhaguen, l'11 de novembre de 1906. Als Estats Units es va estrenar dirigida per Igor Buketoff, amb l'Òpera de St Paul, Minnesota i la primera interpretació a Nova York va ser per la Bronx Opera Company en 1983.

## Personatges
| Personatges                              | Tessitura    | Elenc de l'estrena 11 de novembre de 1906 (Director: Carl Nielsen) |
| ---------------------------------------- | ------------ | ------------------------------------------------------------------ |
| Jeronimus, un burgès de Copenhaguen      | baix-baríton | Karl Mantzius                                                      |
| Magdelone, esposa de Jeronimus           | contralt     | Johanna Neijendam                                                  |
| Leander, fill de Jeronimus               | tenor        | Hans Kjerulf                                                       |
| Henrik, ajuda de càmera de Leander       | baríton      | Helge Nissen                                                       |
| Arv, servent de Jeronimus                | tenor        | Lars Knudsen                                                       |
| Leonard, un cavaller de Slagelse         | baix baríton | Peter Jerndorf                                                     |
| Leonora, filla de Leonard                | soprano      | Emilie Ulrich/Ingebord Norregaard-Hansen                           |
| Pernille, donzella de Leonora            | mezzosoprano | Anada Møller/Margrethe Lindrop                                     |
| Un venedor de màscares                   | baríton      |                                                                    |
| Un porter en la Mascarada                | baix         |                                                                    |
| Un Tutor                                 | baix         |                                                                    |
| Un serè                                  | baix         |                                                                    |
| El mestre de la Mascarada                | baix         | Albert Petersen                                                    |
| Emmascarats, estudiants, noies, oficials |              |                                                                    |

## Argument
Temps: primavera de 1723
Lloc: Copenhaguen
La història gira entorn de Leander i Leonora, dos joves que es troben fortuïtament en un ball de màscares, es juren amor etern i intercanvien anells. L'endemà, Leander li explica al seu ajudant de cambra Henrik que ha trobat aquest amor. Es queda consternat quan Henrik li recorda que l'han promès en matrimoni amb la filla d'un veí. Les coses es compliquen quan Leonard, el veí la filla del qual és l'altra part d'aquest compromís, arriba queixant-se al pare de Leander que la seva filla està enamorada d'algú a qui va conèixer en una mascarada la nit anterior. En el tercer acte, tot es resol quan les diverses parts s'escapoleixen per la mascarada nocturna, on tot queda revelat per a satisfacció de tots.

## Significat cultural
Maskarade s'ha convertit en certa forma en l'òpera nacional danesa. La mascarada del títol és un lloc on els personatges poden deixar enrere les vides opressores que porten en una societat rígida; representa la llibertat i la Il·lustració, i més encara, potser, un sentiment de joie de vivre en un país on el temps (i el deue) és sovint fred i ombrívol. El patriarca Jeronimus, el pare de Leander, clama contra la mascarada i tot el que representa; però el fil de la trama explora com tota la seva autoritat i la seva antipatia cap a la mascarada no pot impedir el progrés del seu fill (per no esmentar el seu propi) cap a la llibertat i la felicitat. L'escena final de l'òpera està acolorida pel reconeixement agredolç de la mortalitat humana, i la urgent importància de trobar la felicitat que la il·lumina.